# Агрен, Джанет
Джанет Агрен (род. 6 апреля 1949) — шведская актриса
, снимавшаяся в основном в итальянском эксплуатационном кино.

## Жизнь и карьера
Джанет Агрен родилась в Ландскруне, Швеция, в городе, который она как-то назвала в интервью «Северным Неаполем.»
Карьера модели привела её в Рим, где она изучала актерское мастерство в школе драмы под руководском Алессандро Ферсена.
Кинодебют молодой актрисы состоялся в фильме Лучано Сальсе «Colpo di stato», среди её первых ролей — регистраторша в фильме «Чтиво» (1972) с участием Майкла Кейна, и медсестра в комедии «Аванти!» (1972) с Джеком Леммоном.
Всего она снялась в 57 картинах, в том числе: «Левая рука Закона» (1975), «Город живых мертвецов» (1980) Лучо Фульчи, «Ад каннибалов 2» (1980) Умберто Ленци, «Паника» (1982), «Рыжая Соня» (1985), комедия Аладин (1986) с Бадом Спенсером и культовый хоррор Человек-крыса (1988).
В начале 1980-х годов Агрен также имела непродолжительную музыкальную карьеру.
Джанет Агрен оставила кинематограф в начале 1990-х годов и переехала в США, где проживает в настоящее время. Вышла замуж за итальянского кинопродюсера Карло Майетто.

## Избранная фильмография
- Il giovane normale  (1969)
- Целлюлоза (1972)
- Fiorina la vacca (1972)
- Life Is Tough, Eh Providence? (1972)
- Самый замечательный вечер в моей жизни (1972)
- Аванти! (1972)
- Ingrid sulla strada (1973)
- Убийца забронировал девять мест (1974)
- Клещ  (1974)
- Левая рука Закона (1975)
- Урановый сговор (1978)
- Идеальное преступление (1978)
- Железный комиссар (1978)
- Смертельная погоня (1978)
- Омары на обед (1979)
- Город живых мертвецов (1980)
- Ад каннибалов 2 (1980)
- L’onorevole con l’amante sotto il letto (1981)
- Паника (1982)
- Не играй с тиграми (1982)
- Глаза-кинжалы (1983)
- Рыжая Соня (1985)
- Стальные руки (1986) — Линда
- Аладин (1986)
- Ночь акул (1988)
- Человек-крыса (1988)